# 斯奎勒爾 (愛達荷州)
斯奎勒爾（英語：Squirrel）是位於美國愛達荷州弗里蒙特縣的一個非建制地區。該地的面積和人口皆未知。

## 地理
斯奎勒爾的座標為44°01′38″N 111°17′57″W / 44.02722°N 111.29917°W，而該地的平均海拔高度為1712米（即5617英尺）。